# Thập niên 260
Thập niên 260 hay thập kỷ 260 chỉ đến những năm từ 260 đến 269.